# ترکالکی
تُرکالَکی یکی از شهرهای شهرستان گتوند در استان خوزستان، کشور ایران است و در سال ۱۳۹۵، تعداد ۵،۶۸۸ نفر جمعیت داشته‌است. شغل بیشتر مردم ترکالکی کشاورزی و دامپروری است و مزارع آن توسط رودخانه کارون آبیاری می‌شود . ۶۱ نفر از مردمان این شهر در جنگ ایران و عراق به شهادت رسیدند. در سنوات اخیر شهر ترکالکی و توابع آن یکی از بزرگترین تولید کنندگان گل کلم در کشور است .

## تاریخچه
بنابر اقوال معروف، درگذشته عده‌ای از طایفه ترک لرکی از جنوب ایران به عقیلی مهاجرت کردند. ابتدا در محلی به نام ترک آوا (ترک آباد) واقع در شمال شهر سماله و غرب روستای بدیل ساکن شدند. مدتی در آنجا بودند تا در سده دهم ه‍.ق، به محل کنونی شهر آمده و ساکن شدند. این مکان به علت حضور ترکهای لرکی، ترکالکی نامیده شد.
لغت‌نامه دهخدا به نقل از کتاب فرهنگ جغرافیای ایران جلد ۶ در مورد ترکالکی نوشته است، ترکالکی دهی است از دهستان عقیلی در توابع شهرستان گتوند که در شش هزار گزی شمال باختری روستای سماله و ۲۵۰۰۰ گزی شمال باختری راه شوسه شوشتر به مسجد سلیمان قرار دارد، کوهستانی و گرمسیر است و ۱۲۰۰ تن سکنه دارد و آب آن از رود کارون و چاه، محصول آن غله و پنبه است، شغل مردم آن زراعت و صنایع دستی آن قالی بافی است. راه مال رو و دبستان دارد و شهروندان آن از ایل بختیاری می‌باشند.
طبق مصوبه هیئت دولت جمهوری اسلامی ایران در سال ۱۳۸۶ هجری شمسی، روستای ترکالکی به شهر تبدیل گردید و البرز باقری به عنوان اولین شهردار آن انتخاب شد.

## مردمان ترکالکی
اهالی شهر ترکالکی، بختیاری (از طایفه‌های چهارلنگ و هفت لنگ)می‌باشند. بر اساس سرشماری نفوس و مسکن در سال ۱۳۹۵ هجری شمسی، تعداد ۱۵۸۵ خانوار بالغ بر ۵۶۸۸ نفر جمعیت در آنجا زندگی کرده که از این تعداد ۲۹۱۵ نفر مرد و ۲۷۷۳ زن هستند.

## مکان‌های زیارتی
- بقعهٔ امامزاده محمد بن زید

بقعهٔ امامزاده محمد بن زید، معروف‌ترین و قدیمی‌ترین بقعه منطقه عقیلی می‌باشد که در شش کیلومتری شمال شرقی شهر ترکالکی واقع است. به عقیده اهالی منطقه محمد بن زید فرزند زید بن علی ابن حسین می‌باشد که بعد از شکست قیام زید و کشته شدن وی پسرش به خون خواهی جدش حسین و پدرش قیام می‌کند و تحت تعقیب نیروهای نظامی امویان قرار می‌گیرد.
درترکالکی  سال 1403 اولین نماینده رهبری معرفی و در این شهر به‌طور مستقل از گتوند به امامت حجه الاسلام و مسلمین جوادی نماز جمعه برگزار میگردد .

## آثار تاریخی
- نهر پادشاهی

این نهر، در زمان ساسانیان احداث شده بود که از جنوب ترکالکی و از رودخانه کارون منشعب می‌شد و تا سال ۱۳۶۲ هجری شمسی اراضی ۱۶ روستا از منطقه عقیلی را آبیاری می‌کرد. این نهر بزرگ‌ترین نهر آبیاری عقیلی بوده‌است که انهار کوچک‌تری از آن منشعب می‌شد.
- بند سه پُلان

این بند با ۹ دهانه جهت کنترل سیلاب به داخل نهرهای سنتی و اراضی مزروعی با قلوه سنگ و ساروج و تعداد کمی آجر بر روی نهر پادشاهی ساخته شده‌است. طول آن حدود ۸۰ متر و عرض آن ۳ متر و ارتفاع آن ۲ متر می‌باشد. لازم است ذکر شود که برای انتقال اب به نهرهای کوچکتر جلوی این بند را بوسیلهٔ تنه درختان و شاخ و برگ درختان می‌بستند. این کار در زمان مجید خان که بیش از سی سال خان کل منطقه عقیلی بود توسط شخصی از روستای ترکالکی به نام مرحوم حاج فاضل بساک انجام می‌شد.
- پل علی

این پل، در ۲ کیلومتری غرب ترکالکی، با ارتفاع حدود ۸ متر و طول ۲ متر و عرض یک و نیم متر قرار دارد، که بر اثر فرسایش و گذشت زمان ۲ متر از ارتفاع آن از بین رفته و طول دیوار جنوبی آن حدود ۷۰ متر می‌باشد و دارای دو دهانه بزرگ و کوچک و در جلوی آن سه موج شکن که دو تا از موج شکن‌ها به طول حدود ۲۰ متر و عرض یک و نیم متر و دیگری به طول حدود ۳ متر و عرض ۲ متر در کنار مقام علی (ع) بر روی نهر پادشاهی جهت پیشگیری از سیلاب به داخل منطقه عقیلی ساخته شده‌است. مصالح به کار رفته در این پل از قلوه سنگ و ساروج می‌باشد.
- آسیاب تَک تَک (تَق تَق)

این آسیاب (به زبان محلی آسیو)، در جنوب غربی ترکالکی، در کنار رودخانه کارون، حدود ۳۰۰ متر پایین‌تر از پل علی، ساخته شده بود و از قدیمی‌ترین آسیاب‌های منطقه می‌باشد.